# Inloggen
Inloggen (Engels: to log in, zelfstandig naamwoord: login) is de term die gebruikt wordt voor het proces van aanmelding van een individu bij een informatiesysteem of computer. Het afmelden bij het informatiesysteem noemt men uitloggen.

## Proces
Bij het aanmelden gebruikt iemand inloggegevens, vaak een gebruikersnaam en wachtwoord. De gebruikersnaam wordt na het aanmeldingsproces (meestal indirect) gebruikt om te bepalen wat het individu mag doen (autorisatie) en om te registreren welke handelingen door de individu worden uitgevoerd (logging).
Na een bepaalde periode van inactiviteit terwijl men is ingelogd (bijvoorbeeld 10 minuten) wordt men vaak automatisch uitgelogd. Zo worden bij een ruimte waar ook anderen toegang hebben, als men wegloopt van de computer zonder uit te loggen, wat sowieso onverstandig is, de risico's beperkt.

## Tweetrapsauthenticatie
Bij tweetrapsauthenticatie is er een extra controle. Een van de methoden is sms-controle: na de eerste inlogstap wordt een sms met een code naar de telefoon van de rechtmatige gebruiker gestuurd, die deze op het apparaat waarop wordt ingelogd moet intoetsen. De extra beveiliging is dus dat iemand om in te loggen naast het kennen van de gebruikersnaam en het wachtwoord, ook moet beschikken over de telefoon van de rechtmatige gebruiker. Een andere methode voor de tweede stap is dat met het mobiele apparaat van de rechtmatige gebruiker, waarop een app staat waar toegang toe verkregen wordt met een pincode, met die app het inloggen bevestigd moet worden, waarbij nog een keer de pincode wordt ingetoetst. Naast het beschikken over de telefoon is dus ook nog de pincode van de app nodig. Het wordt nog veiliger als er ook beveiligingen zijn ingesteld voor het überhaupt gebruiken van de apparaten.

## Geschiedenis
Inloggen werd noodzakelijk bij de introductie van multi-user-besturingssystemen, waarbij elk proces actief was (is) binnen de context van een specifieke gebruiker. Door elke gebruiker te laten werken binnen zijn eigen 'context', werd het mogelijk om privileges binnen het computersysteem toe te kennen (of eigenlijk: te onthouden) aan gebruikers, waardoor een onderscheid kon worden gemaakt tussen een 'gewone' en een 'supergebruiker' (superuser).

## Taal
- In het Nederlands is inloggen synoniem met aanloggen en aanmelden.
- In het Engels is logon een synoniem voor login. Ook is er een werkwoordsvorm, to log on. Andere veel gebruikte termen zijn sign on, signon en sign in. Eigenlijk is logon zelf een samengestelde term voor logging on.

## Ontwikkelingen

### Biometrie

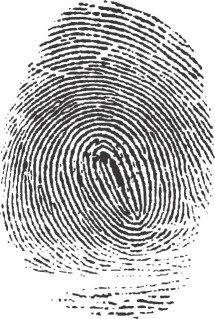
Voorbeeld van een vingerafdruk

Door het grootschalige gebruik van computersystemen, met name sinds de doorbraak van het internet, is er een enorme wildgroei ontstaan in het aantal gebruikersnamen en wachtwoorden die mensen moeten onthouden. Daarbij komt dat de traditionele gebruikersnaam en het wachtwoord een aantal intrinsieke zwakheden heeft, zoals zwakke beveiliging en een lage gebruikersvriendelijkheid. Hierdoor is een momenteel een ontwikkeling gaande in de richting van 'biometrische' identificatie, waarbij de identificatie plaatsvindt door het bepalen van unieke en onverwisselbare lichaamskenmerken. Een klassiek voorbeeld van biometrische identificatie is de aloude vingerafdruk, maar ook de irisscan is anno 2008 al behoorlijk ingeburgerd.
Er kan ook gebruik worden gemaakt van gezichtsherkenning. Op de markt zijn reeds een aantal softwareprogramma's die het mogelijk maken om via een webcam met het gezicht in te loggen.

### Single Sign-on
De term Sign-on wordt gebruikt in de vormen Single Sign-on en Reduced Sign-on. deze begrippen zijn doelen in het streven naar het verbeteren van het gebruikersgemak door zo veel mogelijk inlogmomenten te laten vervallen: de authenticatie in het ene proces of computersysteem kan ook in een ander proces of systeem worden gebruikt.
Bij Single Sign-on hoeft een gebruiker zich nog maar één keer aan te melden, bij Reduced Sign-on wordt de inlog gedeeld door verschillende (maar niet door alle) systemen of processen. Reduced Sign-on is een reactie op de stelling dat Single Sign-on in de praktijk niet voor kan komen. Deze stelling is met het streven naar Reduced Sign-on echter niet bewezen, evenmin als de bewering dat Single Sign-on wel mogelijk is.

### Federation
Een moderne variant van Single of Reduced Sign-on is Federation.

### ESSO
Een luxevorm van SSO is ESSO: Enterprise Single Sign-on. Dat is het beperken van de inlogmomenten in de door fusies en overnames steeds groter wordende organisaties, mede gericht op het beter in staat zijn om te voldoen aan de eisen vanuit wet- en regelgeving (compliance). Daarbij vindt de inlog steeds vaker plaats door gebruik te maken van smartcards, tokens, biometrie en PKI.